# Planetarian～星之人～
《planetarian～星之人～》是於2016年9月3日上映的日本動畫電影，由津田尚克擔任導演。改編自《星之夢》同名輕小說《planetarian～星之人～》。

## 製作
《planetarian～星之人～》電影是由津田尚克擔任導演、David Production製作。劇本由、津田尚克撰寫。角色設計、角色原案各由竹知仁美、負責。山口貴之、津田尚克擔任音響導演。音樂由Visual Art's人員折戶伸治、竹下智博負責。系列構成中山勝一、町谷俊輔負責。主題曲由Lia演唱。

## 外部連結
- 官方網站（页面存档备份，存于）（日語）